# Noble M600
Noble M600 – brytyjski supersamochód wytwarzany ręcznie przez Noble Automotive w Leicestershire. W konstrukcji zastosowano stal nierdzewną i włókno węglowe, napęd stanowi podwójnie doładowana jednostka V8.

## Silnik i skrzynia biegów
Silnik M600 to odmiana jednostki V8 Volvo "B8444S" o pojemności 4439 cm3, stosowana w podstawowej wersji w Volvo XC90, zmodyfikowana jednak przez dodanie dwóch sprężarek Garrett o zmiennym stopniu doładowania. To ciekawe rozwiązanie umożliwia kierowcy, przy użyciu przełącznika znajdującego się w kabinie, wybór trzech trybów pracy i mocy silnika: 
- tryb drogowy (road setting, ciśnienie doładowania 0,6 bar), moc 336 kW; 456 KM,
- tryb torowy (track setting, ciśnienie doładowania 0,8 bar), moc 410 kW; 558 KM,
- tryb wyścigowy (race setting, ciśnienie doładowania 1,0 bar), moc 485 kW; 659 KM

Silnik z elektronicznie sterowanym wtryskiem paliwa ma stopień sprężania 9,5:1. Układ przeniesienia napędu w konfiguracji transaxle, wykorzystuje manualną, dwusprzęgłową, sześciobiegową skrzynię biegów produkcji Oerlikon Graziano.
Samochód, w swych założeniach hołdujący "wyścigowemu puryzmowi", mimo wspomagania hamulców, nie posiada układu ABS, ani ESP, a minimalistyczny układ kontroli trakcji można całkowicie wyłączyć przełącznikiem, który w myśliwsko-szturmowym odrzutowcu Tornado służy do odpalania rakiet.
Cena samochodu dostępnego na rynku od drugiej połowy 2010 roku, wynosi ok. 200 000 £.

## Osiągi
- 0-60 mph (0-97 km/h): 3,0 s
- 0-100 mph (0-161 km/h): 6,5 s
- 0-120 mph (0-192 km/h): 8,9 s
- 1/4 mili ze startu zatrzymanego: 11 s
- 1 km ze startu zatrzymanego: 19,9 s
- stosunek mocy do masy: 520 KM/tonę
- prędkość maksymalna: 225 mph (362 km/h)

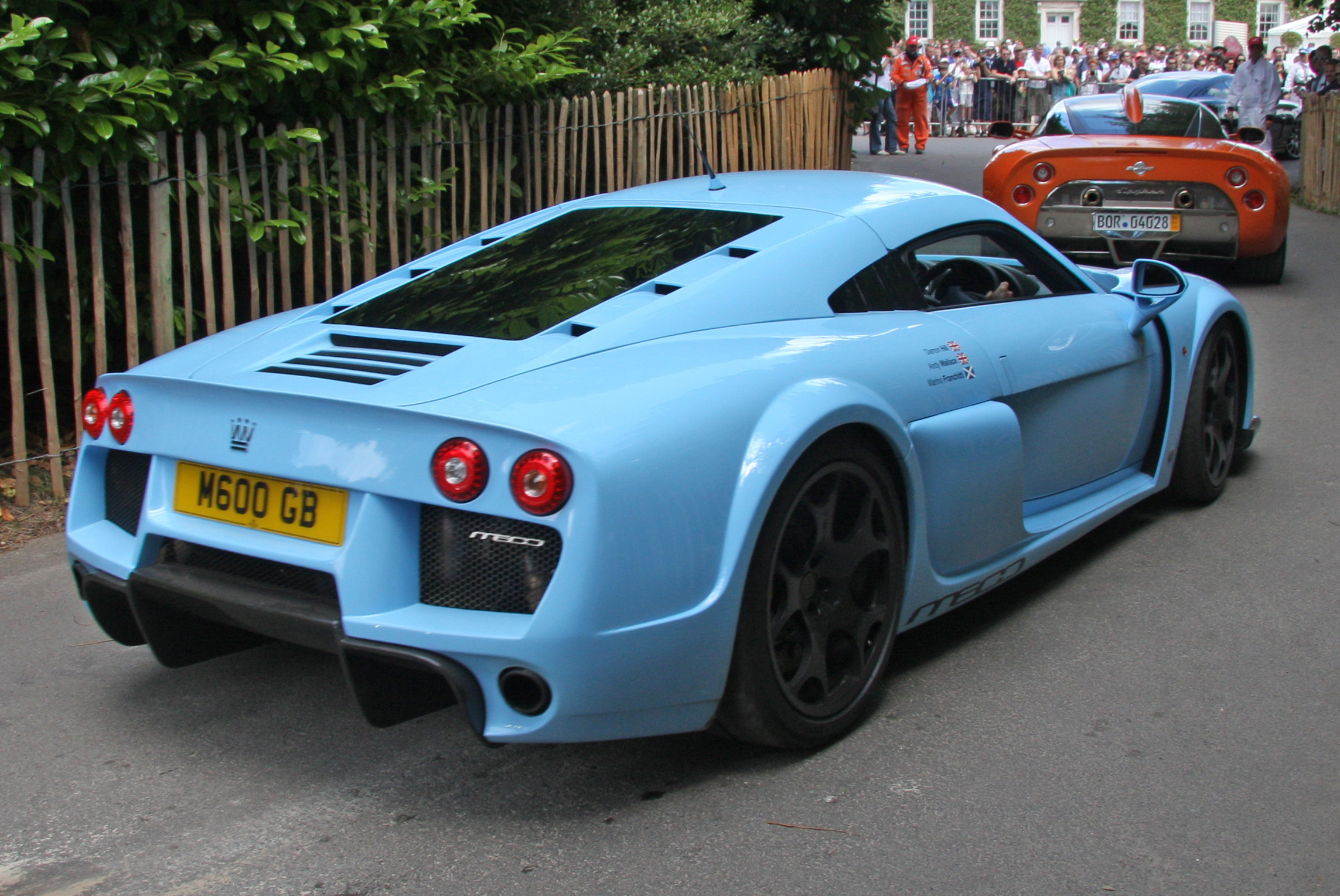
Noble M600, widok z tyłu

- masa własna: 1275 kg

## Multimedia
- Komputerowe wizualizacje nadwozia M600 Youtube [dostęp 2011-04-14].
- Noble M600 Youtube [dostęp 2011-04-13].
- 2010 Noble M600 First Drive Video Youtube, narracja: (ang.) [dostęp 2011-04-13].